# Bernhard Opitz
Bernhard Opitz (* 21. Mai 1936 in Meiningen; † 1. März 2021) war ein deutscher Arzt, Synodaler und Politiker.

## Leben

### Beruf
Aufgewachsen in Kaltennordheim/Rhön, ging er 1955 zum Studium der Medizin nach Jena. Dort promovierte Opitz nach seinem Studium zum Doktor der Medizin. Während seines Staatsexamens wurde er von den Sicherheitsbehörden der Deutschen Demokratischen Republik verhaftet, und ein Gericht verurteilte ihn in den 1960er Jahren wegen einer „politischen Straftat“. Das Urteil wurde nach der Deutschen Wiedervereinigung am 30. Juni 1992 aufgehoben. Nach Abschluss des Staatsexamens machte er in Bad Salzungen eine Ausbildung zum Facharzt für Innere Medizin. 1969 bis 1978 war er Oberarzt am Institut für Hygiene der Medizinischen Akademie Erfurt (MAE). In dieser Zeit beschäftigte er sich auch neben seiner krankenhaushygienischen Arbeit mit experimentellen Untersuchungen zur Mikroklimatologie. Mit einer thermopsychologischen Arbeit habilitierte sich Opitz 1978 (Promotion B) und erhielt die Lehrbefähigung der Humanmedizin. Ab 1978 war er Chefarzt der Inneren Abteilung und leitender Chefarzt am Evangelischen Krankenhaus Wittenberg (Paul-Gerhard-Stift). Am 15. September 1990 wurde er zum Honorarprofessor an der Martin-Luther-Universität Halle-Wittenberg berufen, und er führte seitdem theoretische Arbeiten auf dem Gebiet der Biothermodynamik durch.

### Kirche und Politik
Von 1966 bis 1978 war Opitz Synodaler der Evangelisch-Lutherischen Kirche in Thüringen und von 1984 bis 1990 Vorsitzender des Evangelischen Kirchentags in der DDR.
1989 beteiligte er sich an der Bürgerrechtsbewegung in der DDR. Im Januar 1990 wurde er stellvertretender Vorsitzender der neugegründeten Deutschen Forumpartei, die sich im Februar 1990 dem liberalen Wahlbündnis Bund Freier Demokraten (BFD) anschloss. Das Bündnis erreichte bei der Volkskammerwahl 1990 5,3 Prozent der Stimmen und erzielte damit 21 Mandate. Opitz erhielt ebenfalls ein Mandat und war von April bis Oktober 1990 Abgeordneter der Volkskammer in der Fraktion der Liberalen. Während dieser Zeit war er auch Vorsitzender des Sonderausschusses der Volkskammer zur Untersuchung von Vorgängen in der sächsischen Nervenklinik Waldheim. Eine hierzu eingesetzte Untersuchungskommission unter Leitung von Ehrig Lange und Wilfried Rasch (FU Berlin) stellte dabei hinreichende Verdachtsmomente für die Misshandlung von Patienten und den Missbrauch der Anstalt durch den Staatssicherheitsdienst fest.
2005 kandidierte Opitz für die Partei Freie Wähler für Wittenberg (FWW) und wurde in den Stadtrat gewählt. Bei der Landtagswahl in Sachsen-Anhalt 2006 kandidierte Opitz zusammen mit dem Vorsitzenden der FWU, Stefan Kretschmar, im Bund der Bürgerinitiativen und Freie Wähler Sachsen-Anhalt (BBW). Bei der Kommunalwahl am 7. Juni 2009 wurde er erneut in den Stadtrat von Wittenberg gewählt. Die FWU bildete zusammen mit der FDP und Bündnis 90/Die Grünen die Fraktion der Freien Wähler/FDP/Bündnis 90/Die Grünen.